# El artista (película de 2008)
El artista es una película de comedia dramática argentina-italiana-uruguaya de 2008 dirigida por Mariano Cohn y Gastón Duprat. Narra la historia de un enfermero que roba las pinturas de uno de sus pacientes en el geriátrico para venderlas y ganar dinero. Está protagonizada por Sergio Pángaro y Alberto Laiseca. La película se estrenó mundialmente el 28 de octubre de 2008 durante el Festival de Cine de Roma, mientras que su estreno comercial en las salas de cines de Argentina fue el 28 de mayo de 2009.

## Sinopsis
La historia sigue la vida de Jorge, un enfermero que trabaja en un geriátrico, donde Romano, uno de los pacientes capta su atención por su gran capacidad para el arte. En este punto, Jorge ve una oportunidad de progresar económicamente y comienza a robar las pinturas de Romano para venderlas y exponerlas en prestigiosas galerías de arte sin retribuirle nada al paciente, sin embargo, un día Romano deja de pintar y Jorge comenzará a tener problemas para sostener su falsa carrera de artista.

## Elenco
- Sergio Pángaro como Jorge Ramírez
- Alberto Laiseca como Romano
- Andrés Duprat como Emiliano
- Enrique Gagliesi como Losada
- Ana Laura Lozza como Ana
- Luciana Fauci como Carmen
- Arturo Caravajal como Bernardo
- Diego Perdomo como Polo
- León Ferrari como Anciano 1
- Horacio González como Anciano 2
- Rodolfo Fogwill como Anciano 3

## Recepción

### Comentarios de la crítica
La película cosechó críticas positivas por parte de la prensa. Diego Batlle de Otros cines expresó que «el resultado es un film virtuoso, divertido y despiadado sobre las miserias del arte moderno, sobre el concepto de locura y sobre la verdadera creación». Emiliano Fernández de Cine Freaks elogió a la cinta por la «notable originalidad que en sus ideas demuestran los directores Gastón Duprat y Mariano Cohn; su segundo film resulta una prodigiosa anomalía sobre el estatuto del arte y la curiosa fauna que lo rodea; una joyita».
En una reseña para Ámbito Financiero, Paraná Sendrós escribió que la película es una «obra bien pensada, punzante, que propicia diversas ironías sobre las formas del engaño y el autoengaño, y cuyos encuadres responden apropiadamente a los conceptos de imagen, y a las figuras de evaluadores y contempladores en juego, su estilo de humor es apagado, espaciado, de una sorna fina e inconstante, igual que la inspiración».

### Premios y nominaciones
| Lista de premios y nominaciones | Lista de premios y nominaciones                 | Lista de premios y nominaciones | Lista de premios y nominaciones | Lista de premios y nominaciones | Lista de premios y nominaciones |
| Año                             | Organización                                    | Categoría                       | Nominado/a(s)                   | Resultado                       | Ref(s)                          |
| ------------------------------- | ----------------------------------------------- | ------------------------------- | ------------------------------- | ------------------------------- | ------------------------------- |
| 2008                            | Festival de Cine de Roma                        | Competencia oficial             | El artista                      | Participación                   | [ 9 ]                           |
| 2008                            | Festival Internacional de Cine de Mar del Plata | Astor de oro                    | El artista                      | Nominado                        | [ 10 ]                          |
| 2009                            | Muedtra Cinematográfica Pantalla Pinamar        | Balance de plata                | El artista                      | Ganador                         | [ 11 ]                          |
| 2009                            | Festival de Cine Latinoamericano de Toulouse    | Premio del público              | El artista                      | Ganador                         | [ 12 ]                          |
| 2009                            | Muestra de Cine Latinoamericano de Cataluña     | Mejor ópera prima               | El artista                      | Ganador                         | [ 13 ]                          |
| 2009                            | Festival Internacional de Cine de Copenhague    | Talento nuevo                   | Mariano Cohn y Gastón Duprat    | Nominados                       | [ 14 ]                          |
| 2009                            | Premios Sur                                     | Mejor actor revelación          | Sergio Pángaro                  | Nominado                        | [ 15 ]                          |
| 2009                            | Festival Internacional de Cine de Silk Road     | Mejor película                  | El artista                      | Ganador                         | [ 16 ]                          |
| 2009                            | Festival Internacional de Cine de Silk Road     | Mejor guion                     | Andrés Duprat                   | Ganador                         | [ 16 ]                          |
| 2010                            | Premios Cóndor de Plata                         | Mejor película                  | El artista                      | Nominado                        | [ 17 ] [ 18 ]                   |
| 2010                            | Premios Cóndor de Plata                         | Mejor director                  | Mariano Cohn y Gastón Duprat    | Nominados                       | [ 17 ] [ 18 ]                   |
| 2010                            | Premios Cóndor de Plata                         | Revelación masculina            | Sergio Pángaro                  | Nominado                        | [ 17 ] [ 18 ]                   |
| 2010                            | Premios Cóndor de Plata                         | Mejor guion original            | Andrés Duprat                   | Ganador                         | [ 17 ] [ 18 ]                   |
| 2010                            | Premios Cóndor de Plata                         | Premio Signis                   | El artista                      | Ganador                         | [ 17 ] [ 18 ]                   |